# Lánycsók
Lánycsók is een plaats (község) en gemeente in het Hongaarse comitaat Baranya. Lánycsók telt 2745 inwoners (2001).

## Luchtfoto's van Lánycsók

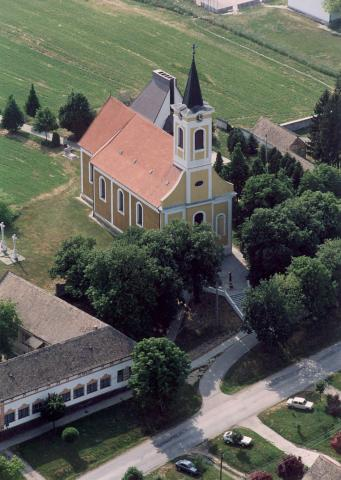
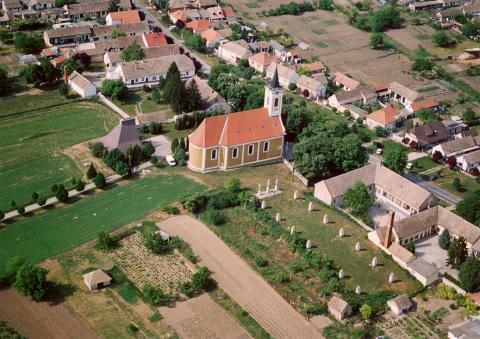
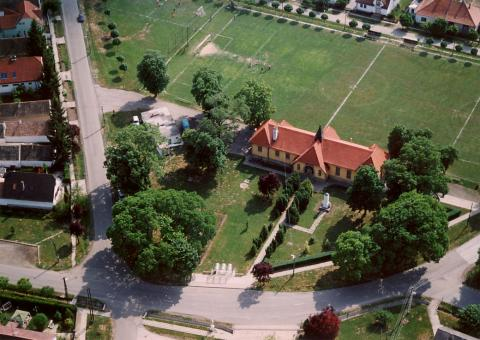
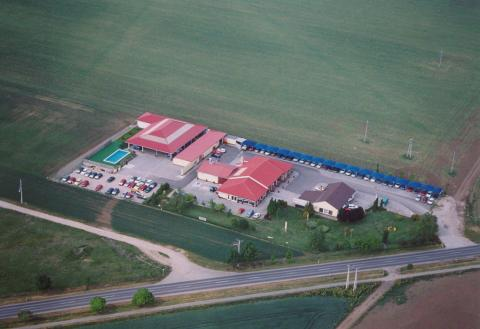